# サンニチ印刷
サンニチ印刷（サンニチいんさつ）は山梨県を拠点とする山日YBSグループの印刷会社である。

## 沿革
- 1942年（昭和17年） - 山梨日日新聞社の印刷部門が分離され、有限会社又新社として創業。
- 1961年（昭和36年） - 株式会社化。
- 1967年（昭和42年） - 現社名に改称。
- 1982年（昭和57年） - 国母工場竣工。

## 業務内容
- 山梨日日新聞などの新聞印刷。
- カタログ、ポスター、カレンダーなどの商業印刷。
- 月刊誌、書籍などの出版印刷。
- その他各種広告などの印刷。
- デジタルマーケティング、WEB広告、SNS運用、デジタルスタンプラリー、サイネージ、VRなどデジタル分野も得意としている。

## 本社・事業所
- 本社 - 山梨県甲府市北口（山梨文化会館内）
- 本社工場（国母工場） - 山梨県甲府市宮原町
- 東京支社 - 東京都渋谷区代々木
- 富士吉田営業所 - 山梨県富士吉田市下吉田

## 事件・トラブル
- 2006年6月に山岳写真家・白簱史朗が、財団法人『キープ協会』が発行する2007年のカレンダー作成のため、同協会に写真のフィルムを譲渡したが、その後、同協会が紛失したことが発覚。その後2009年10月に同協会は、白籏に対し約3,000万円の損害賠償をすることで合意したが、同時に、製作を依頼したサンニチ印刷に預けた後紛失したとして、サンニチ印刷にも賠償を求めている[1][2]。